# Strmec na Predelu
Strmec na Predelu este o localitate din comuna Bovec, Slovenia, cu o populație de 10 locuitori.